# 니코폴리스 아드 이스트룸
니코폴리스 아드 이스트룸(그리스어: Νικόπολις ἡ πρὸς Ἴστρον) 혹은 니코폴리스 아드 이아트룸(Nicopolis ad Iatrum)은 고대 로마와 초기 비잔티움 제국 시기의 도시이다.
이곳의 유적지는 불가리아 북부 벨리코타르노보에서 북쪽 20km에 니큐프라는 마을에 위치해 있다. 하드리아누스, 안토니누스 피우스, 세베루스 왕조 시기가 이 도시의 최절정기였다.
고고학 발굴이 현재까지 진행 중이다. 1984년에 유네스코는 이곳을 세계 문화 유산 등재 잠정 목록에 올렸다.

## 역사

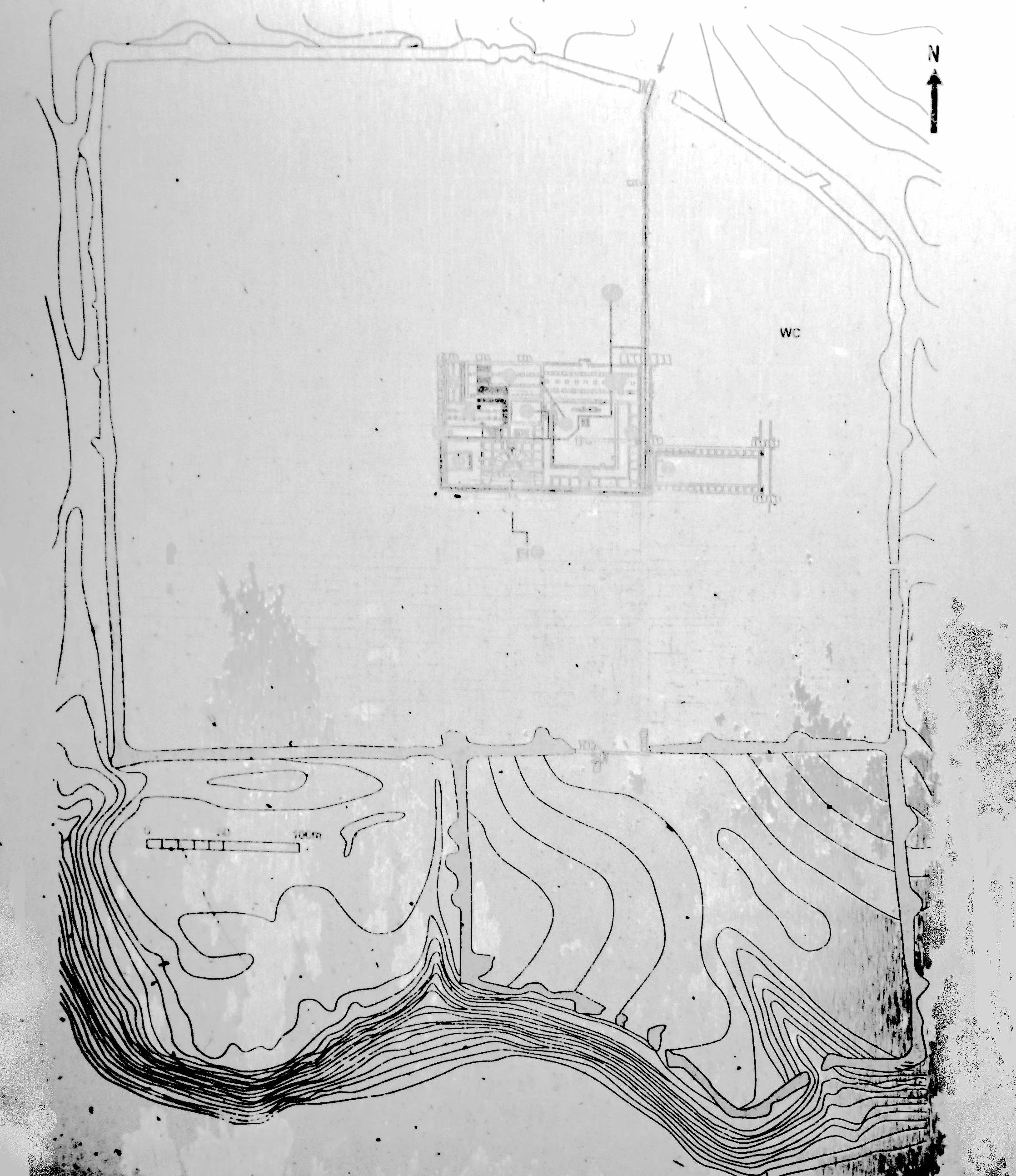
가운데 발굴된 지역과 도시 남쪽을 나타내는 니코폴리스 지도

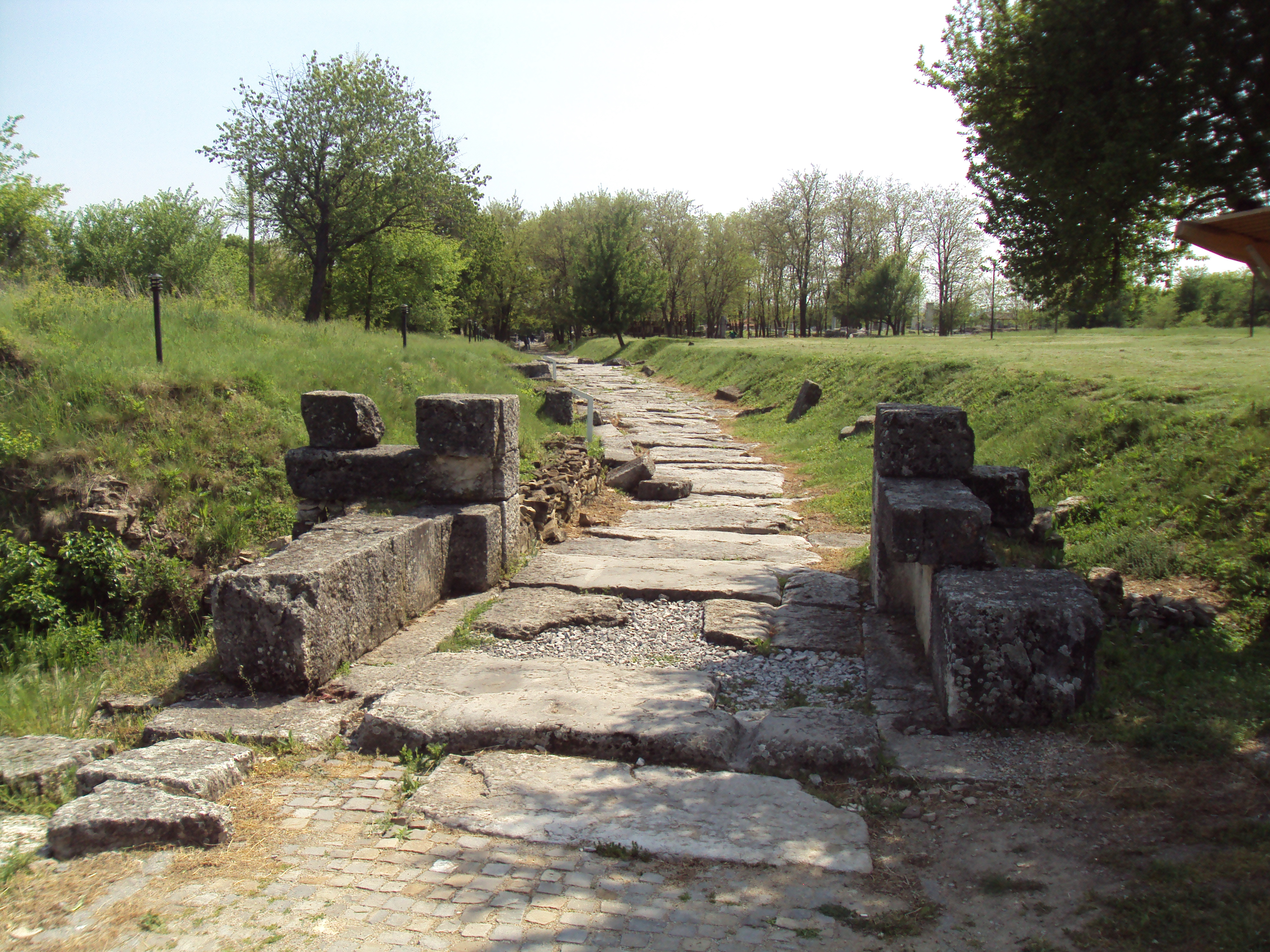
도시의 북문

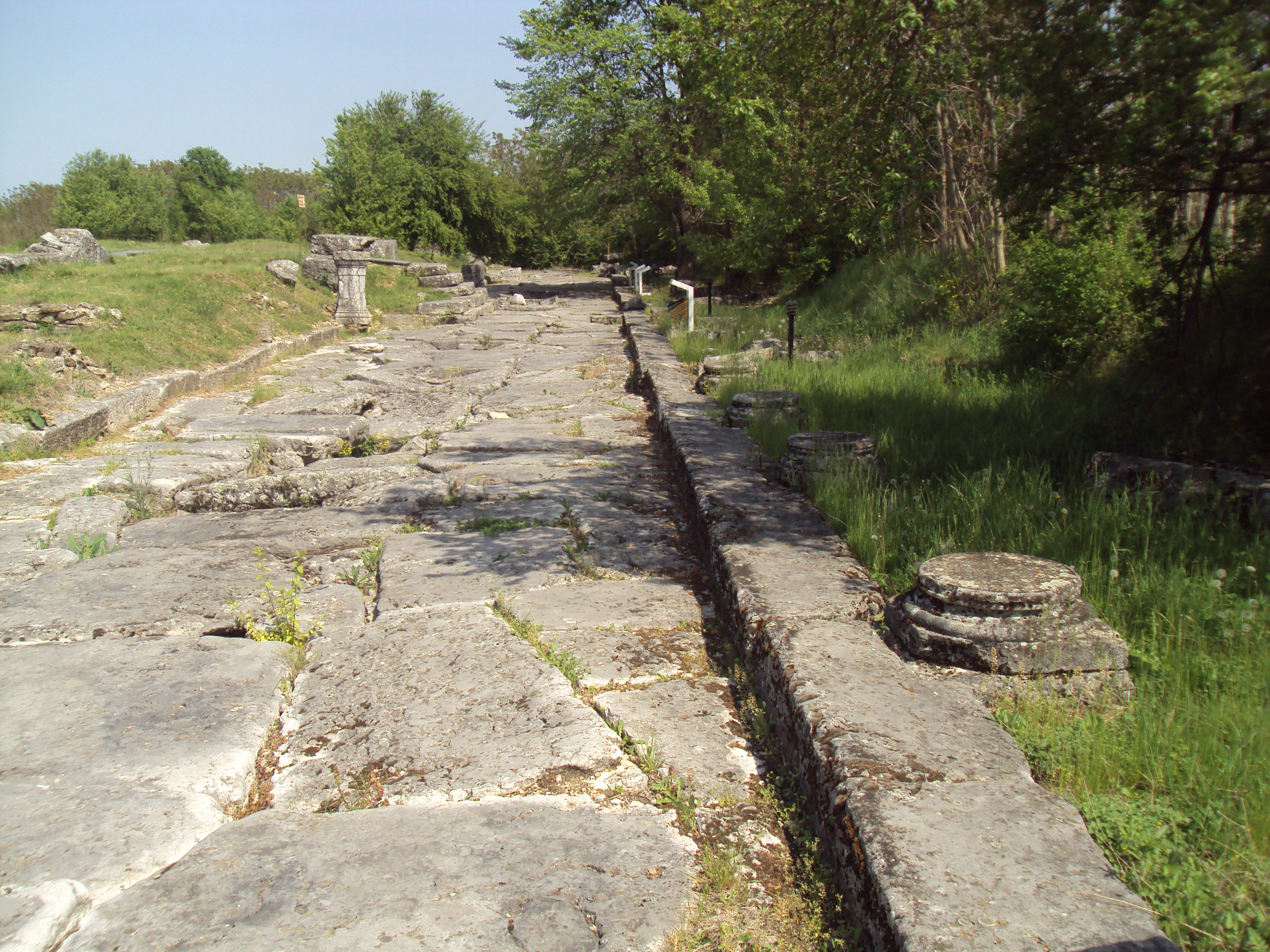
도심 거리

니코폴리스 아드 이스트룸은 이아트루스강 (Iatrus, 얀트라강)과 로시차강의 합류 지점에 위치해 있으며, 이 지점은 트라야누스 황제 휘하의 로마군들이 다뉴브 지역의 북쪽에 있고 다키아인들과 동맹이던 록솔라니족을 공격하기 위해 준비하도록 101-2년의 겨울에 모였던 곳이었다.
다키아 전쟁에서 록솔라니족에 대한 승리 및 이후 105년의 승리를 기념한 트라야누스 원주의 39번째 장면에 나타나 있고, 트라야누스의 가문명 즉 노멘을 사용하며 그를 기념한 울피아 니코폴리스 (Ulpia Nicopolis)에서 나타나듯이 이 도시는 102-106년 무렵에 트라야누스가 세웠다.그렇지만 니코폴리스 아드 하이뭄'(Nicopolis ad Haemum)이라는 명칭이 서기 130년 이전에 쓰인 프톨레마이오스의 '지리학'에서 사용되었다.
트라아누스는 니코폴리스가 대도시가 되도록 분명히 의도하였고, 이는 점차 실현되었다. 그럼에도 이곳의 눈에 띄는 모습은 주로 하드리아누스와 안토니누스 피우스 시기 (138-161)였으며 발견된 비문들은 '울피아 니코폴리스 아드 이스트룸'라는 이름이 사용된 때인 136년보다 이른 시기의 것들이 없었다. 새로 지어진 아고라에는 뛰어난 회랑과 용도가 알려져 있지 않은 사치스러운 홀이 있었다.
니코폴리스는 170-1년쯤에 오늘날 우크라이나 서부에 살던 부족인 코스토보키족들에게 약탈되었으며, 이 직후에 도시의 성벽이 세워졌다. 많은 건물들이 이 당시에 성벽에 둘러싸인 지역에 속하지 않았다.
세베루스 왕조 시기 (193-235)인 2, 3세기에 다시 번영하였다. 193년에 니코폴리스는 당시 황제 자리를 두고 경쟁하던 셉티미우스 세베루스에게 700,000 데나리우스를 후원하였고, 그가 황제로 즉위한 뒤 황제가 도시에 보낸 감사의 편지의 사본이 한 비문에 기록되어 있다. 그는 그 후에 이곳을 몇 차례 방문했다.
대략 212년부터 존칭인 '울피아'가 더 이상 공공 비문에 사용되지 않았는데, 이는 카라칼라가 211-212년에 이곳을 방문하고 난 뒤, 언짢음의 결과라고 여겨진다. 카라칼라는 니코폴리스의 조페소를 폐쇄하고 이곳의 경제적 번영뿐만 아니라 '키비타스 스티펜다리아'라는 지위도 박탈하였다. 카라칼라 사후, 니코폴리스는 신임 황제를 위한 경기들을 펼쳤는데 이에 대한 결과로, 비록 이름을 완전히 되찾은 것은 아니지만, 이곳의 공공시설 모습이 새겨진 주화들을 발행하며, 키비타스 지위를 되찾고 조폐소를 다시 연 것으로 보인다.
250년에 도시 인근에서, 데키우스 황제가 니코폴리스 아드 이스트룸 전투에서 크니바가 이끄는 고트족들을 격퇴해냈다.
니코폴리스는 디오클레티아누스 황제 (284-305년)의 행정 개편에서 주요 도시 중심지로 더욱 성장하였다. 그럼에도 최소한 아고라의 북쪽 지역은 3세기 동안에 손상되었다.
콘스탄티누스 때인 306년부터 아고라의 북쪽 지역 건물들이 늘어선 큰 기둥들이 세 개의 통로로 나뉜 오푸스 믹스툼식으로 지어진 석재 건물 두 채로 대체되었으며, 이 건물들은 다른 인근 도시들 (트로파이움 및 잘다파)이 같은 시기에 바실리카보다는 호레아를 받은 것을 고려했을 때, 호레아 (창고)였을 수 있다. 이 호레아는 3세기 말과 4세기 초에 아주 많은 수의 호레아들이 건설된 것에 도움을 받은, 다뉴브 방면 주둔군을 위한 보급 체계의 일부를 형성했을 것이다.
447년에, 아틸라의 훈족의 공격을 받고 파괴되었다. 아마 아곳은 5세기 초 이전에 이미 버려진 것으로 보인다.
훈족의 침입이 있은 후 5세기 중엽에, 새로운 높고 튼튼한 성벽이 구 도심의 남쪽 성벽과 인접하는 지점에 지어졌다. 옛 성벽의 상태가 나쁜 것을 보아, 이 성벽들에 대한 보수는 이뤄지지 않은 것으로 보인다. 거기다 1.8km에 이르는 상당한 성벽 길이는 가능한 것보다 많은 수비 병력을 필요로 했다. 신 도시는 이 당시 다뉴브 일대의 도시들에서 아주 흔한 트렌드를 따르며, 군사 시설과 교회 건물만을 포함하는 등 본래 도시의 4분의 1 크기만을 차지하였다. 고전기 니코폴리스의 방대한 폐허 지역 (21.55 헥타르)은 사람들이 다시 살지 않았다. 구 도시의 남쪽 성벽은 신 도시의 북쪽 성벽으로 개조되었다. 탑이 버려지고 파괴된 건물들 위에 지어졌고, 버려진 건물들 정면의 장식된 석재 블록들은 새로운 건축물들에 사용되었다. 탑들은 10m 높이의 성벽에 있는 15m 높이였다. 성벽의 외면은 커다란 돌덩어리를 흉내내는 새겨진 홈들과 함께 모르타르가 발라져 있었다. 구 도시 남쪽 문은 이 문이 움푹 패인 곳에 있었기에 주변의 높은 지역을 메우기 위한 대대적인 개축을 거쳤다.
초기 비잔틴 시대 동안에 주교 행정 중심지가 되었다. 이곳의 초기 주교들 중에 마르켈루스 (451년)와 아만티우스 (518년) 등 두 명의 이름이 알려져 있다
아바르–비잔티움 전쟁 기간 중 6세기 말에 아바르족과 슬라브족으로 인해 파괴되었다. 시간이 흘러 소규모의 불가리아인 취락이 이곳의 폐허 위에 생겨났다 (9-14세기).
니코폴리스 아드 이스트룸은 게르만 문학적 전통의 발생지라고 말할 수도 있다. 4세기에 고트족 주교이자 선교사, 번역가인 울필라스는 그의 개종한 무리들을 이끌고 모이시아로 이주하는 걸 콘스탄티누스 2세 황제에게 승인을 얻었고 347-8년에 니코폴리스 아드 이스트룸 근처에 정착하였다. 이곳에서 그는 고트 문자를 고안해냈고, 다수의 학자들이 참여한 그리스어에서 고트어로 성경 번역 작업 감독을 맡았다.

## 고고학

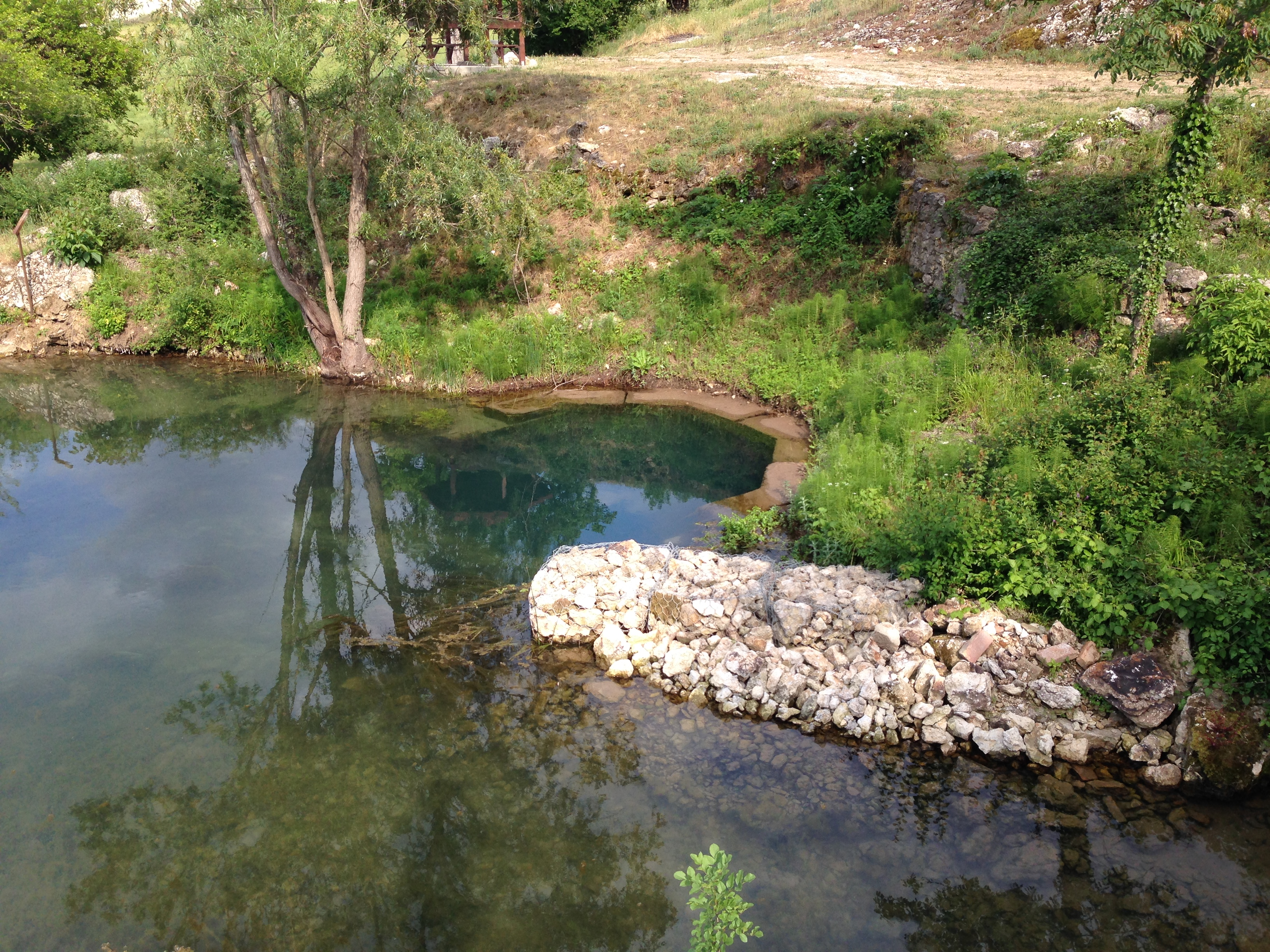
송수로의 수원인 팔각형 저류지

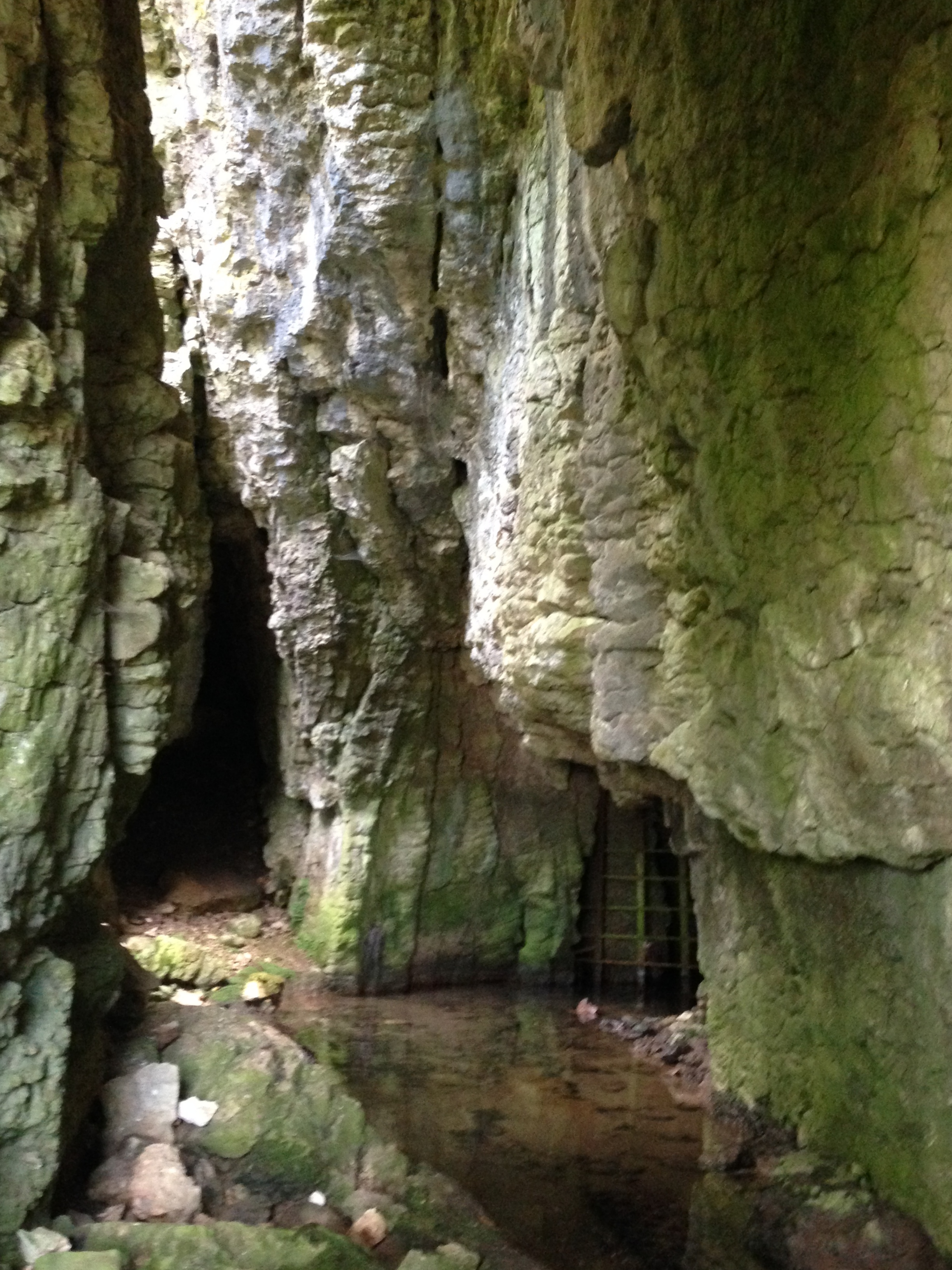
송수로의 지하 수원

니코폴리스는 직교계를 따라 구성되었다. 가로망, 이오니아식 콜로네이드 및 여러 건물들로 둘러싸인 포룸, 후대에 이르러 바실리카로 변한 이중 네이브 구조의 구조물 한 채, 그 외 공공 시설들이 발견되었다. 이곳의 화려한 구조물과 조각 등은 소아시아 지역의 고대 도시들과 유사성을 보여준다.
아고라에는 말을 탄 트라야누스 조각상뿐만 아니라 다른 대리석상과 이오니아식 콜로네이드를 포함하고 있다. 또한 니코폴리스에는 3중 네이브 구조의 바실리카 한 채, 불레우테리온 한 곳, 키벨레 신전 한 곳, 소규모 오데온, 공중목욕탕들, 그리고 상점들 및 산책과 비즈니스 미팅을 위한 밀폐 공간을 갖춘 인기 시설인 테르모페리아토스(termoperiatos)라 묘사되는 독특한 로마 건축물 등이 있었다. 또한 도시의 몇몇 주택들과 건물들도 발굴되었다.
독특한 공공시설인 테르모페리아토스는 로마 제국의 모든 도시들에서 니코폴리스 아드 이스트룸에서만 확인되었다. 테르모페리아토스는 인술라 하나 전체를 차지했고 이전에 지어진 건물의 폐허 위로 콤모두스 때인 184-5년에 지어졌다. 교역 용도로 사용되었을 것이고 상점들이 있었다. 4세기에 폐허가 되어 이 위로 후대에 다른 건물이 지어졌다.
니코폴리스는 세 개의 송수로에서 물을 공급받았고 몇 개의 우물들도 존재했으며, 이 시설들의 많은 수가 고고학 발굴에서 발견되었다. 25km 길이의 서쪽 송수로에는 로시차강 유역 전체에 물을 실어 나르는 길이 3km, 높이 20m에 달하는 교량이 있었다. 니코폴리스의 2세기경 급수장은 도시에서 서쪽에 위치한 무시나라는 도시 근처에 있었으며, 여전히 이곳에선 카르스트 (Karst) 샘천의 물을 무시나의 동굴로 모으고 있다. 이 castellum aquae라 불리는 커다란 송수로는 도시 서쪽에 위치했다.
2015년에 거대한 건물의 잔해가 발견되었으며, 고대 그리스와 로마의 도시들에서 상업 및 시장 경영을 관장하는 공무원인 하고라노모스 및 쿠룰레 아이딜레의 거처였을 것이다.
니코폴리스 출신의 귀족인 퀸투스 율리우스(Quintus Julius)의 높이 14m짜리 오벨리스크가 도시에서 서쪽 12km 거리에 있는 레시체리라는 도시의 근교에 있다.
많은 발견물들이 벨리코터르노보 주립 역사 박물관에서 전시되고 있다.
2018년에 고고학자들은 포룸 단지의 남서쪽 가장자리의 작은 광장에서 여신 티케에게 헌정된 신전 하나와 데모스테네스가 쓴 경구가 고대 그리스어로 쓰인 금석문을 발견해냈다.

## 사진첩

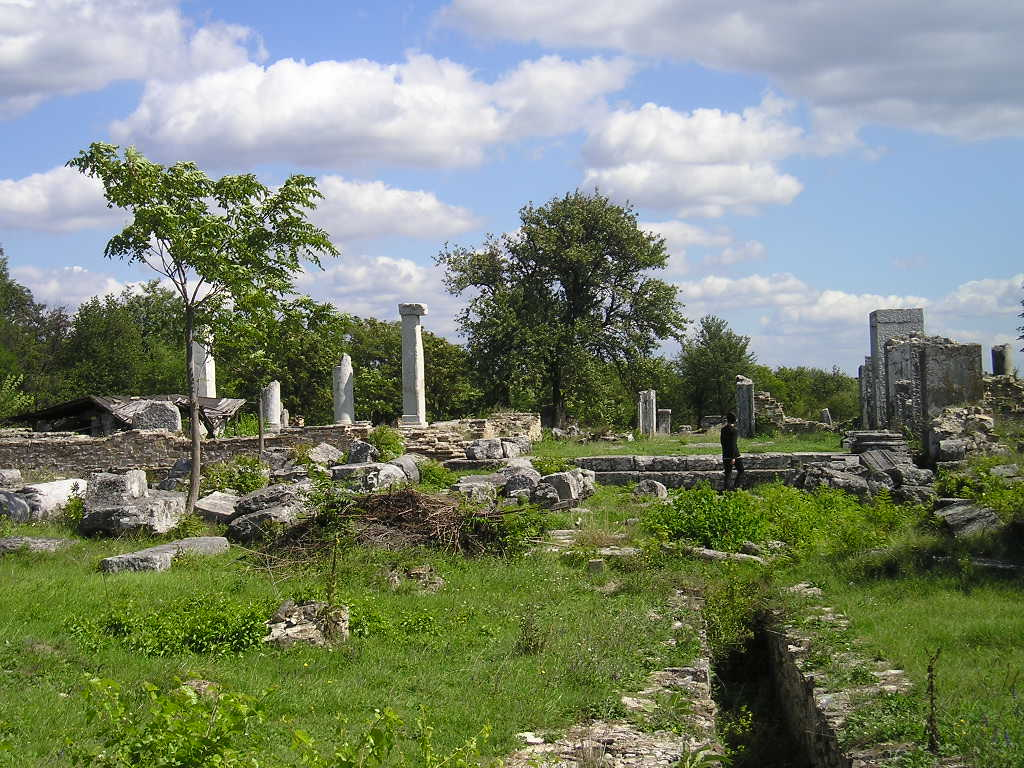
니코폴리스 아드 이스트룸의 폐허
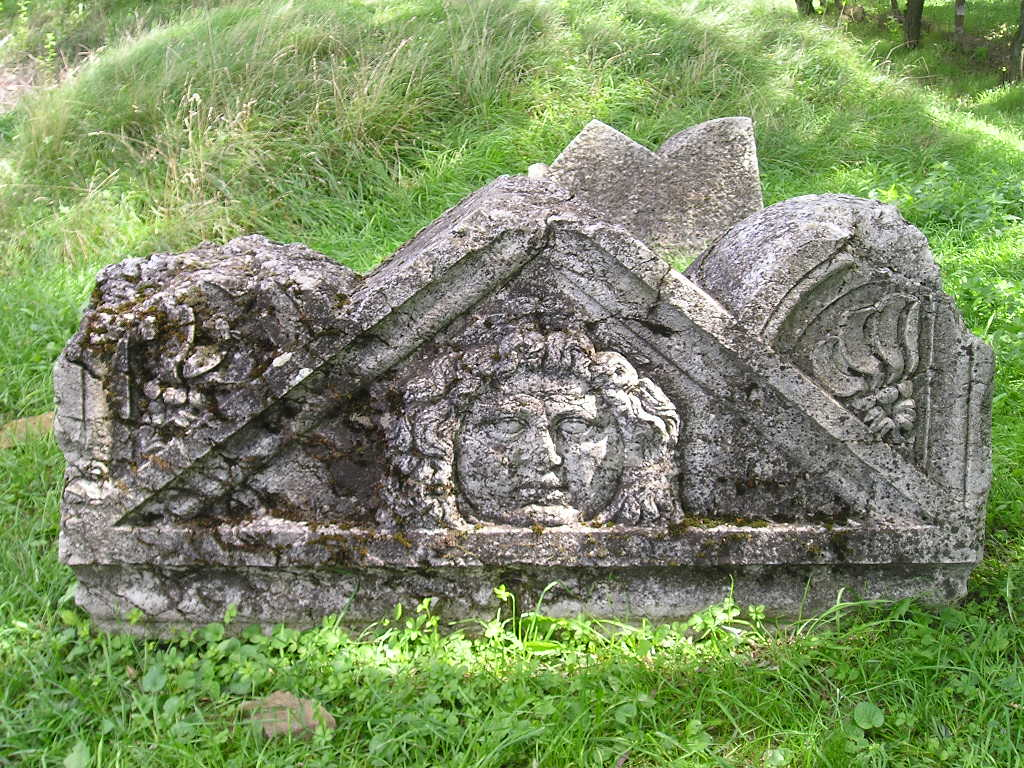
상감이 들어간 페디먼트
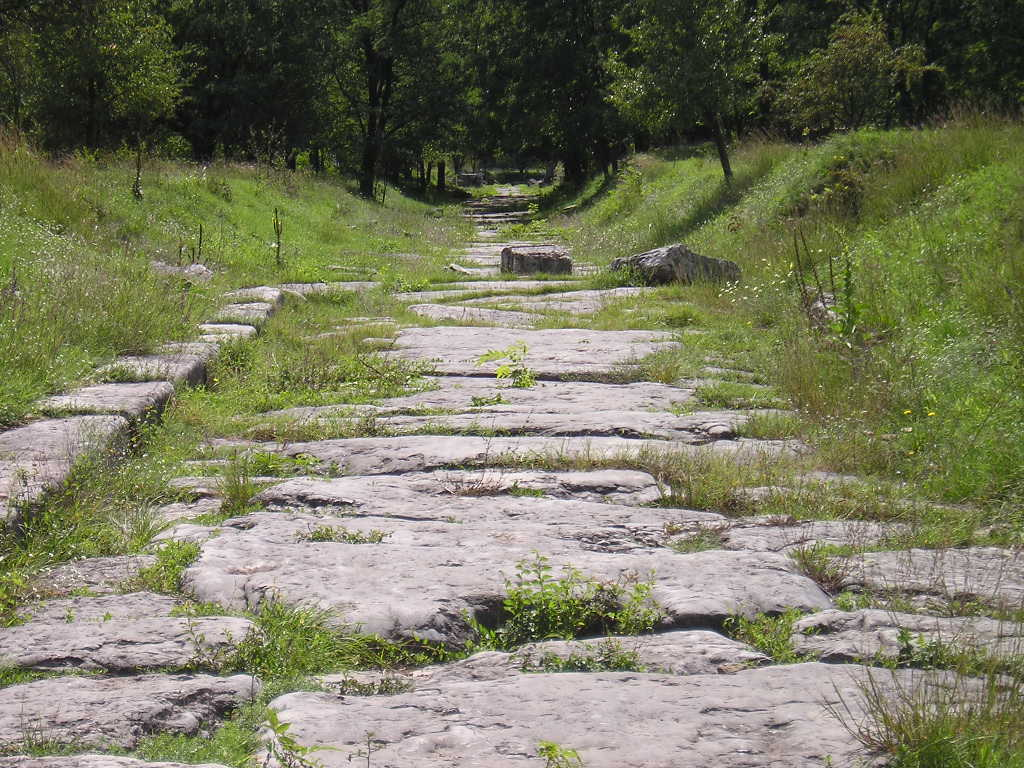
남북으로 뻗어있는 도시의 주요 거리 중의 하나인 로마식 가로
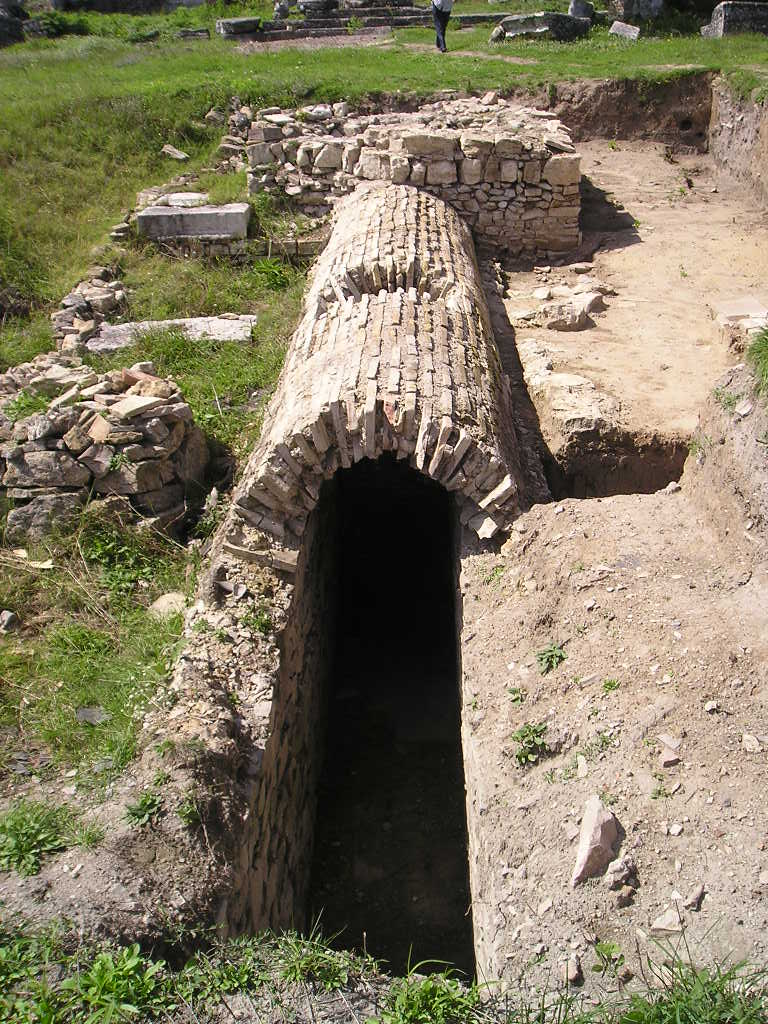
도시의 주요 배수
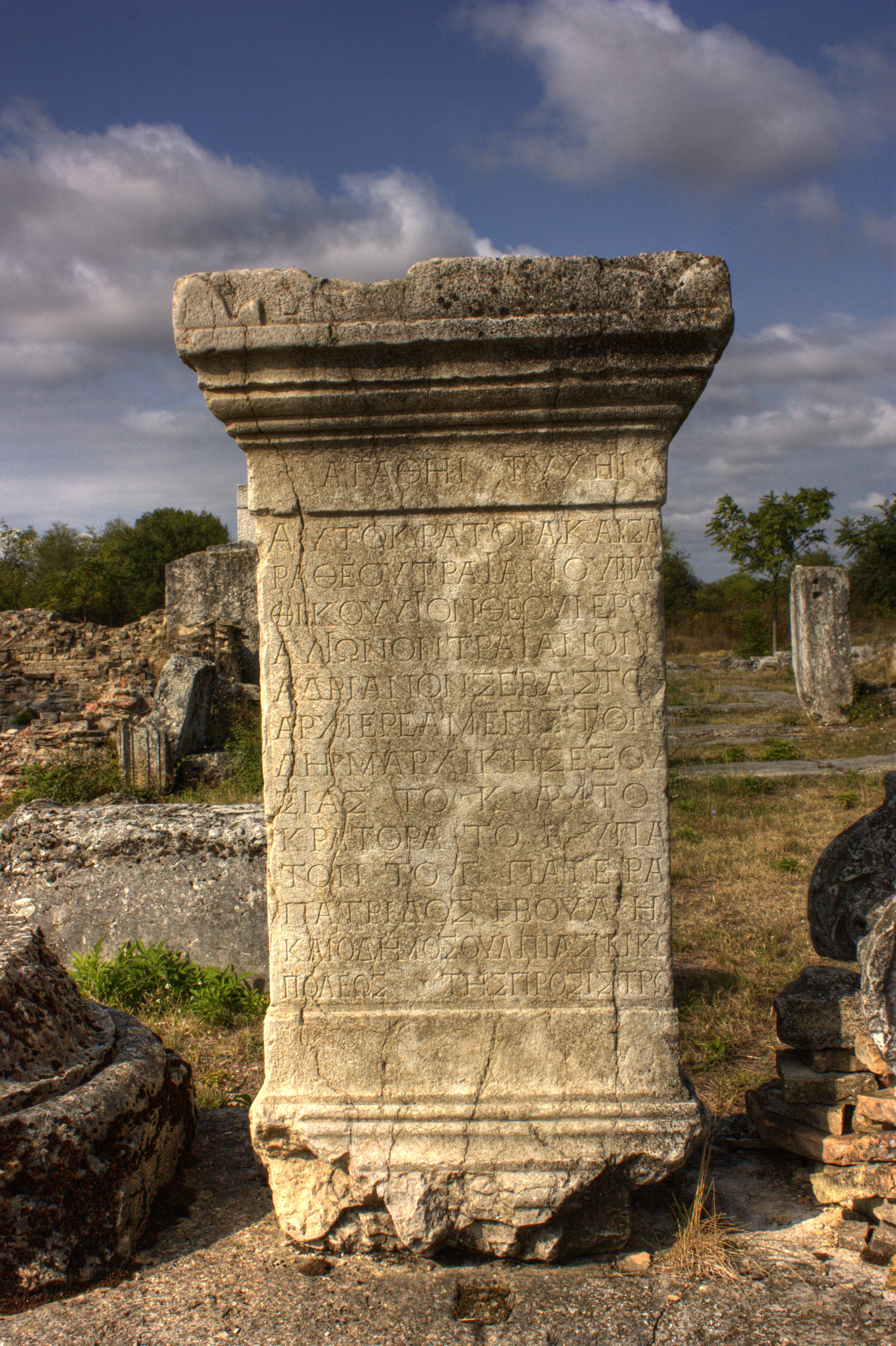

## 참고 문헌
- Burns, Thomas, S. Barbarians Within the Gates of Rome: A Study of Roman Military Policy and the Barbarians, ca. 375-425 A.D., Indiana University Press, 1994. ISBN 0-253-31288-4
- Curta, Florin (2001). 《The Making of the Slavs: History and Archaeology of the Lower Danube Region, c. 500–700》. Cambridge: Cambridge University Press.
- Liebeschuetz, J.H.W.G. The Decline and Fall of the Roman City, Oxford University Press, 2001. ISBN 978-0-19-926109-3
- The ancient town of Nicopolis ad Istrum at UNESCO.ORG

## 관련 서적
Poulter, Andrew. Nicopolis ad Istrum: A Roman, Late Roman and Early Byzantine City (Excavations 1985-1992), Society for the Promotion of Roman Studies, London, 1995. ISBN 0-907764-20-7